# لنارد سواح
لنارد سواح (انگلیسی: Lennard Sowah؛ زادهٔ ۲۳ اوت ۱۹۹۲) بازیکن فوتبال اهل آلمان است.
از باشگاه‌هایی که در آن بازی کرده‌است می‌توان به باشگاه فوتبال آرسنال، باشگاه فوتبال هامبورگ، باشگاه فوتبال پورتسموث، باشگاه فوتبال میلوال، و باشگاه فوتبال پورتسموث اشاره کرد.
وی همچنین در تیم‌های ملی فوتبال زیر ۱۶، ۱۸ و ۱۹ سال آلمان بازی کرده‌است.